# Antoni Ballester
|  | Aquest article tracta sobre l'arquebisbe d'Atenes. Si cerqueu l'oceanògraf i pioner antàrtic, vegeu «Antoni Ballester i Nolla». |

Antoni Ballester   (valor desconegut - 1414) va ser un arquebisbe d'Atenes (1370) i de Càller (1403)
Pertanyia segurament a una influent família valenciana establerta a Tebes des dels primers temps de la conquesta catalana. Professà a l'orde de framenors. Urbà VI el designà vicari general seu al Patriarcat Llatí de Constantinoble. Després de la conquesta d'Atenes per Neri I Acciaiuoli (1388), es refugià a Catalunya. El 1399 coronà el rei Martí l'Humà a Saragossa. Negocià la pau amb els sards de Brancaleone Doria el 1404, el 1405 (amb Joan de Vallterra) i el 1406. El 1408 tornà a l'illa amb reforços, i el 1410 participà en la lluita contra els sards; el 1411 demanà reforços al parlament català en nom del governador de Sardenya.